# ガンハード
ガンハード（英語：GUN HARD）は、データイーストが1994年に開発・販売したガンシューティングのアーケードゲームである。同社がもう当てはまれていた32ビットARMのCPUの働きを生かして、当代のコナミホールディングスからの「リーサルエンフォーサーズ」とタイトー・スクウェア・エニックスの「アンダーファイアー」劣らない三次元コンピュータグラフィックの腕前を表していた。加えて、本作はハムスターからのアーケードアーカイブスでどんな伝達もされなかったタイトルの中の一つだ。

## 概要
本作は、コナミホールディングスが開発・販売した「リーサルエンフォーサーズ」のやり方を繋がれて、写真をデジタルイメージングでゲームにコンピュータグラフィックで当てはまれた。選べる該当のステージごと与えられた道順の済ましには三次元グラフィックを生かせるボース戦を接せらる内容に至られていた。ステージを済ませば、プレイヤーの腕前を表すスクリーンも出した。そして、総6ステージと共に、既存のプレイモードとは区分けられる「狭窄射撃」のプレイも備えた。

## ステージ
- SCIENCE LAB
- AIR PORT
- WARE HOUSE
- OFFICE BUILDING
- SMUGGLER'S LAIR
- DRUGLOAD'S MANSION